# Andrés Pabón Koch
Andrés Pabón Koch (Envigado, 20 de septiembre de 1986) es un actor colombiano radicado en Argentina que trabaja en teatro, televisión y cine.

## Biografía
Andrés Pabón Koch, nació y se crio en Envigado (Colombia). Cursó algunos semestres de Letras en la Universidad de Antioquia y en la Escuela de Formación de Actores "Pequeño Teatro de Medellín". 
Se radicó en Buenos Aires en 2007. Profundizó sus estudios de actuación con Alejandro Catalán y realizó cursos breves con Cristina Banegas, Augusto Fernandes y Nora Moseinco. 
En televisión protagonizó la miniserie "4 de Copas" para la Televisión Digital Abierta de Argentina, hizo parte como extra de la segunda temporada de "Se presume Inocente" de History Channel y A&Mundo y tuvo participaciones en la telenovela "Por Amarte así" (Telefé) y en las miniseries "Variaciones Walsh" (TV Pública) y "Sandro de América" (Telefé).

## Teatro
| Obra                       | Año       | Género                  | Sala                         | Notas                                                                       |
| -------------------------- | --------- | ----------------------- | ---------------------------- | --------------------------------------------------------------------------- |
| Pornodrama 3.0             | 2018-2018 | Drama                   | Microteatro - Nun Teatro-Bar | Dir. Alejandro Casavalle                                                    |
| Crápulas                   | 2016-2017 | Drama - Ciencia Ficción | CC IMPA                      | Dir. Paul Caballero                                                         |
| Strindberg                 | 2016      | Drama                   | El Excéntrico de la 18       | Dir. Cristina Banegas - Work in Progress.                                   |
| Insanía                    | 2015      | Drama                   | CC IMPA                      | Dos temporadas, adaptada en Puerto Rico                                     |
| Ensayo de Eros             | 2015      | Performance             | Museo de Arte Moderno        | Dir. Silvio Lang. Ciclo El Borde de Sí Mismo                                |
| OrguYO                     | 2014-2015 | Comedia Dramática       | G104 - CC Borges             | Dramaturgia y Protagónico de Leticia Brédice con Emilia Attias              |
| Mi Tristeza sería la misma | 2014      | Performance             | Museo de Arte Moderno        | Dir. Alejandro Tantanián - Cierre de Habitat Sequences de Gabriel Lester    |
| Medea                      | 2014      | Drama                   | CC Borges                    |                                                                             |
| Del amor y otras histerias | 2013-2015 | Comedia Dramática       | La Tertulia / La Mueca       | Dir. Paul Caballero. Tres temporadas. Gira en Teatro del Anglo (Montevideo) |
| El Club                    | 2013      | Comedia                 | Teatro El Piccolino          | Dir. Diego Beares                                                           |

## Televisión
| Año  | Programa                               | Personaje  | Canal                        | Notas                   |
| ---- | -------------------------------------- | ---------- | ---------------------------- | ----------------------- |
| 2019 | Historias Migrantes                    | Pedro      | UN3TV                        | Elenco - Protagonista   |
| 2018 | Sandro de América                      | Capítulo 7 | Telefé                       | Bolo                    |
| 2017 | Por amarte así                         | Ezequiel   | Telefé                       | Bolo                    |
| 2016 | VideoLove                              |            | MTV Latinoamérica            | Participación Especial. |
| 2015 | Variaciones Walsh                      |            | Televisión Pública Argentina | Ep: "Zugzwang"          |
| 2014 | Se Presume Inocente. Segunda Temporada | Martínez   | A&E (Latinoamérica)          | Ep: "Crisanto Gómez"    |
| 2014 | Cuatro de Copas                        | Carlos     | Televisión Digital Abierta   | Protagonista            |

## Cine
- No viajaré escondida. El mito de Blanca Luz Brum (Argentina - Uruguay) 2017 Dir. Pablo Zubizarreta. Habitación 1520 Producciones - U-Films.[8]
- La Impresión de la Memoria. Cortometraje (Argentina), 2016 Dir. Pablo González. INCAA
- Colonia Dignidad (Alemania - Argentina), 2015. Florian Gallenberger.
- Focus (USA), 2014. Dir. Glen Ficarra – John Requa.
- El Laberinto. Cortometraje (Argentina-Venezuela), 2014. Dir. Yangel Machado.[9]